# Frederick Grant Banting
Sir Frederick Grant Banting, KBE, kanadski fiziolog in zdravnik, * 14. november, 1891, Alliston, Ontario, Kanada † 21. februar, 1941, Nova Fundlandija, Kanada.

## Mladost
Banting je na Univerzi v Torontu začel študirati teologijo, nato pa je prestopil na medicino. Njegov študij je prekinila prva svetovna vojna. Z drugimi študenti se je včlanil v medicinski korpus kanadske vojske, a so bili poslani nazaj na šolanje. Pospešeni 15-mesečni program je zaključil leta 1916 in preživel ostanek prve svetovne vojne v Franciji kot mornarniški zdravstveni častnik. V Bitki pri Chambraiuju je bil leta 1918 ranjen in je naslednje leto dobil vojaški križ za hrabrost v boju.

## Odkritje insulina
Po kratkem obdobju, ko je služboval kot zdravnik, se je Banting začel zanimati za sladkorno bolezen, pri kateri je glavni biokemični znak nenormalno visoka koncentracija glukoze v krvi, včasih pa lahko glukozo najdemo tudi v seču. V tistem času je ta bolezen pomenila počasno, vendar zanesljivo smrt.
Generacijo prej se je porodil sum, da je trebušna slinavka (pankreas) povezana s to boleznijo; namreč če so poskusnim živalim odstranili trebušno slinavko, so te zapadle v stanje, podobno sladkorni bolezni. Kot sta William Maddock Bayliss in Ernest Henry Starling, angleška fiziologa, objavila hormonski koncept, je bilo logično misliti, da izloča trebušna slinavka hormon, ki uravnava presnovo glukozne molekule. Nezadostna količina tega hormona povzroča kopičenje glukoze, kar vodi v diabetes. Seveda je glavna funkcija trebušne slinavke izločanje prebavnega soka. V njej so pa tudi številni skupki celic, imenovani Langerhansovi otočki, ki se razlikujejo od preostale žleze. Hormon je zato dobil ime insulin (po latinski besedi insula, otok).
Do tedaj so že uspešno izolirali nekaj hormonov (npr. tiroksin). Problem pri izoliranju insulina pa je bil v tem, da so prebavni encimi uničili insulinsko molekulo, kakor hitro so pankreas zmleli; zaradi tega so vsi poskusi izoliranja tega hormona propadli. Leta 1920 pa se je Bantigu s pomočjo nekega strokovnega članka posvetilo, kako bi lahko izoliral ta hormon: če bi namreč podvezal izvodilo, po katerem se izločajo prebavni sokovi, bi del trebušne slinavke, ki je potreben za nastajanje prebavnih encimov, potemtakem propadel oziroma degeneriral, Langerhansovi otočki pa bi še vedno delovali, saj ne sodelujejo pri nastajanju teh encimov. Poleg tega encimi ne bi mogli uničiti insulinskih molekul, saj je del trebušne slinavke, potreben za nastajanje prvih, že propadel.
Leta 1921 je odšel s svojo zamislijo na Univerzo v Torontu in prepričal Johna J. R. Macleoda, profesorja fiziologije, da mu je čez poletje odstopil prostor v laboratoriju, poskusne živali in mu dodelil za pomočnika svojega študenta Charlesa Herberta Besta. Preden je odšel na dopust je Macleod pomagal pri načrtovanju projekta, uporabi analitskih tehnik in operaciji prvega psa, saj Banting ni imel praktično nobenih izkušenj s fiziološkimi raziskavami.
Banting in Best sta v naslednjih tednih podvezala izvodila številnih pasjih trebušnih slinavk in čakala sedem tednov. Trebušne slinavke so se skrčile in niso izločale več prebavnih sokov, Langerhansovi otočki pa so obdržali svojo funkcijo, saj so žleze z notranjim izločanjem. Iz takih trebušnih slinavk sta napravila raztopino in jo vbrizgala psom, katerim sta že prej povzročila sladkorno bolezen, s tem da sta jim odstranila trebušno slinavko: izloček je tako hitro pregnal diabetične znake. Macleod je bil po vrnitvi skeptičen in je predlagal dodatne raziskave, kar je impulzivni Banting vzel kot napad na lastno integriteto. Jeseni 1921 so se tako prvič resneje sprli, a sta z Bestom, s katerim sta se odlično ujela, sprejela nasvet. Banting je izboril izboljšanje razmer in plačo za oba. Po novih uspehih so pričeli rezultate predstavljati na strokovnih srečanjih. Banting je bil slab govorec in negotov pri odgovarjanju na kritične komentarje, zato je vskočil Macleod, ki je imel pri predstavljanju znanstvenega dela mnogo več izkušenj. Banting je tako dobil vtis, da hoče Macleod prevzeti vse zasluge. Odkritje je bilo prvič v celoti objavljeno februarja 1922 v reviji The Journal of Laboratory and Clinical Medicine. Kot avtorja sta bila podpisana le Banting in Best, Macleod pa je odklonil soavtorstvo. Kljub uspehu je ostala težava kako dobiti dovolj velike količine ekstrakta za nadaljnje poskuse. Skupaj so se domislili ekstrakcije z alkoholom, ki se je izkazala za mnogo učinkovitejšo od prejšnjih metod, kar je prepričalo Macleoda da je preusmeril vso dejavnost laboratorija v raziskave insulina. Pridružil se jim je še biokemik James Collip za pomoč pri čiščenju ekstrakta.
Prvi klinični poskus na človeku je bil neuspešen. Banting se je poleg tega počutil še bolj odrinjenega, ker ni smel sodelovati, saj ni imel licence za opravljanje kliničnih raziskav in ni bil član osebja bolnišnice. Do zime 1922 je bil prepričan, da so vsi Macleodovi sodelavci njegovi sovražniki in del velike zarote. Hkrati je zaradi slabih odnosov z odhodom zagrozil še Collip in šele posredovanje sodelavcev, ki so spoznali potencial raziskav skupine je pomirilo strasti. Januarja 1923 so izvedli prvi uspešni klinični poskus na diabetiku in kmalu še druge. Kljub temu, da so bili pod objave podpisani vsi sodelujoči, sta imela Banting in Best vtis, da sta samo še laboratorijska pomočnika, saj je Macleod prevzel vso organizacijo kliničnih poskusov ter pridobivanja večjih količin ekstrakta. Banting je zapadel v depresijo. Vedno manj je hodil delat, pričel je piti in v samoti je pogreval svoje sovraštvo do Macleoda. Glavne predstavitve rezultatov na srečanju Združenja ameriških zdravnikov 3. maja 1922 v Washingtonu se z Bestom nista udeležila. Hkrati so demonstracije učinkovitosti novega zdravljenja pritegnile izjemno pozornost javnosti, saj so bile ozdravitve bolnikov (predvsem otrok), ki so bili do tedaj obsojeni na smrt, v očeh svojcev skoraj čudežne. Množično proizvodnjo je prevzelo farmacevtsko podjetje Eli Lilly & Co.
Poleti 1923 so se Macleod, Collip in Best lotili drugih raziskav, Banting pa je ostal v Torontu in je bil deležen večje pozornosti medijev. Takrat je počasi začel spreminjati zgodbo v svoj prid. Odnosi so se zaradi nasprotujočih si objav znova zaostrili in nazadnje je Banting začel trditi, da so vse zasluge njegove, Macleod pa da ga je ves čas samo oviral in je pravzaprav naredil samo to, da je pustil ključe od laboratorija ter odšel na dopust.

## Javno priznanje
Odziv javnosti je bil izjemen in priznanja Bantingu so se kar vrstila. Po zaslugi znancev je dobil financiranje kanadskega parlamenta, s katerim so leta 1923 ustanovili Bantingov raziskovalni inštitut. Za Bantinga in Besta so ustanovili katedro v na Univerzi v Torontu, leta 1934 pa so Bantingu podelili viteški naziv.
Leta 1923 pa sta si Banting in Macleod razdelila Nobelovo nagrado za fiziologijo ali medicino. Banting je bil besen, ker je z njim dobil nagrado Macleod namesto Besta. Sprva je sploh ni hotel sprejeti, a si je premislil, ko so mu kolegi dopovedali, kaj pomeni to zanj in za njegovo domovino (bil je prvi Kanadčan, ki je bil deležen te časti). Po prejetju je polovico denarnega dela nagrade odstopil Bestu, Macleod pa polovico svojega dela Collipu.

## Zadnja leta
Po letu 1923 je bil udeležen pri številnih objavah z različnih področij fiziologije, a za razliko od vseh ostalih članov ekipe ni do konca svoje kariere prispeval nobenega pomembnejšega odkritja več (velikim pričakovanjem javnosti navkljub). Leta 1934 mu je tedanji britanski kralj Jurij V. podelil še naziv vitez poveljnik reda Britanskega imperija (KBE). Po izbruhu druge svetovne vojne je služil kot koordinator medicinskih raziskav v vojne namene, predvsem se je posvečal fiziološkim vplivom pogojev, kakršnim so izpostavljeni bojni piloti.
Umrl je 20. februarja 1941 ponoči, star le 49 let, ko je strmoglavilo letalo, s katerim se je odpravil v Anglijo. Macleoda je sovražil do konca življenja in še leta 1940, 17 let po dogodkih, ga je v svojih spominih opisal kot grabežljivca, sebičneža in spletkarja. Po Bantingovi smrti je Best prevzel širjenje te različice dogodkov v javnosti in še dolga desetletja je bilo Macleodovo soprejetje Nobelove nagrade ter drugih priznanj prikazano kot strašanska krivica. Šele v 1950. letih so neodvisni raziskovalci objavili revizijo zgodbe, ki je priznala zasluge vsem štirim akterjem.